# بيرسي جينس
بيرسي جينس هو كاتب كندي، ولد في 12 مارس 1922 في سانت جونز في كندا، وتوفي بنفس المكان في 19 فبراير 1999.